# Velykyj Kujalnyk
Velykyj Kujalnyk (ukrajinsky Великий Куяльник, rusky Большой Куяльник / Bolšoj Kujalnik) je řeka v Oděské oblasti na Ukrajině. Je 150 km dlouhá. Povodí má rozlohu 1860 km².

## Průběh toku
Pramení na jihovýchodních svazích Podolské vysočiny. Ústí do Kujalnyckého limanu, který je oddělen od Černého moře písečnou kosou.

## Vodní stav
Zdroj vody je převážně sněhový. V létě vysychá a v zimě někdy promrzá až do dna.

## Využití
U Kujalnyckého limanu se nacházejí Kujalnycké lázně.